# Подсаадачный нож

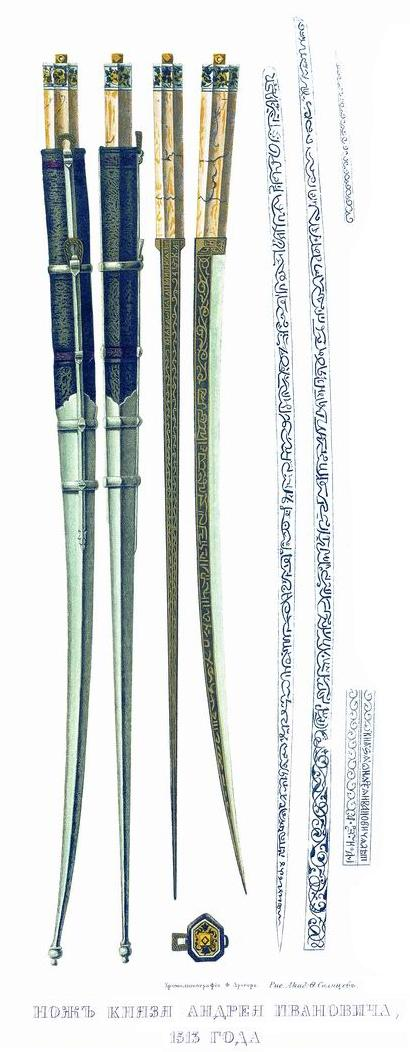
Нож Андрея Ивановича Старицкого, 1513.

Подсаада́чный нож (подсайдашный нож) — боевой нож или кинжал с длинным и узким гранёным клинком обратного изгиба.
Название происходит от места ношения — под сайдаком, сбоку на поясе. Подобные ножи имели хождение на Руси в XVI веке и, возможно, раньше. Они предназначались для нанесения колющих ударов и, благодаря своей конструкции, могли проникать через кольца кольчатого доспеха. Например, нож князя Андрея Ивановича при общей длине 57 см, а длине клинка 44 см имеет ширину у пяты 1,8 см, а толщину обуха — 0,9 см. Об этих ножах упоминает Герберштейн: «Продолговатые кривые кинжалы, висящие, как ножи вместе с другими кинжалами на правом боку, спрятаны в ножнах до такой степени глубоко, что с трудом можно добраться до верхней части рукояти и схватить её в случае надобности; тыльная сторона их значительно толще, чем у хлебного ножа». Кроме того, они изображены на гравюре к его изданию.
Вероятно, подсаадачными ножами могли называть и другие варианты ножей. Согласно Висковатову: «Подсайдашные были длиннее и шире поясных, с одним только лезвием, к концу несколько выгнутым; они привешивались к поясу с левой стороны». В качестве примера он приводит изображение ножа, напоминающего кукри или маленький тесак. Кроме этого, в описях Оружейной палаты XVII века нож князя Старицкого назван кинжалом, а подсаадачными названы царские охотничьи ножи другого типа, чем нож Старицкого или изображённый в работе Висковатова. По всей видимости, название «подсаадачный» отражало, прежде всего, место ношения, а не тип ножа.

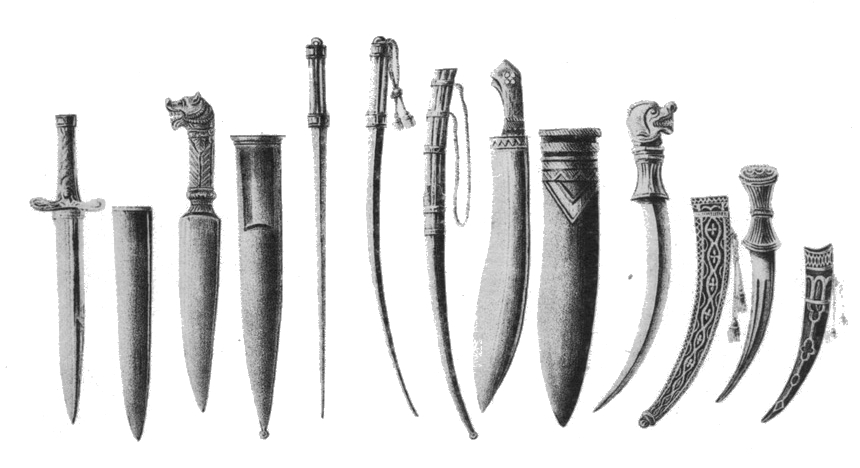
Ножи из работы Висковатова. Нож Старицкого назван кинжалом, как он и упоминается в описи.
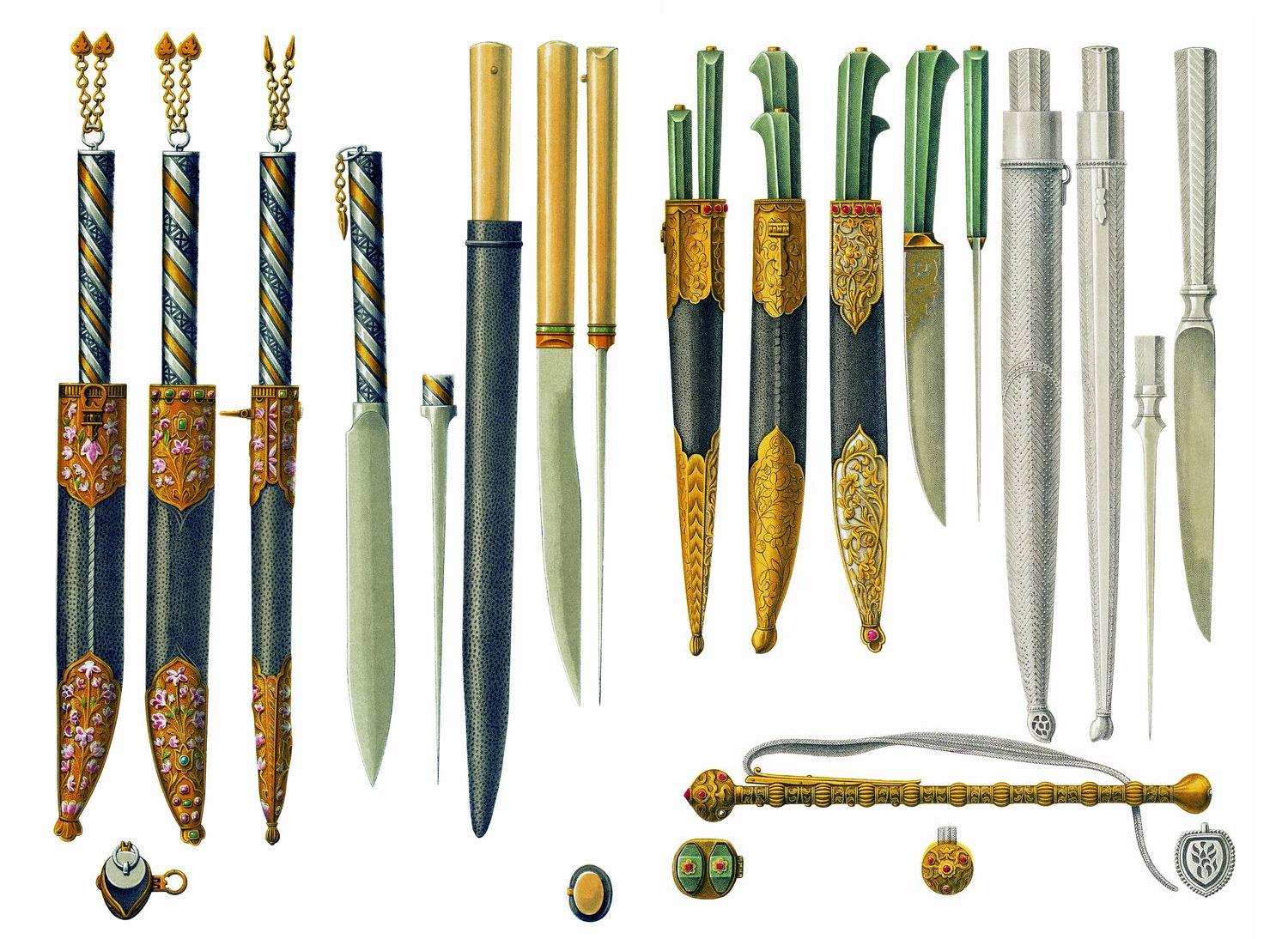
Царские охотничьи ножи, в описи названные подсаадачными (справа внизу — арапник (охотничья плеть[8])).